# Схолари
Схолари (грч. Σχολάρι) је насељено место у општини Бешичко Језеро у периферији Средишња Македонија, Грчка. Према попису из 2021. године било је 389 становника.
Према бугарском географу и историчару, Василу Канчову, у Схоларију је 1900. године живело 250 Турака. Године 1924. турско становништво је принудно исељено у Турску а на њихово место су насељене грчке избегличке породице из Турске, којих је на попису из 1928. било 415. Село се раније звало Сарај.